# 動畫廣告
動畫廣告是指以動畫所製作的廣告。此類動畫均帶有濃厚的商業及宣傳成份，而製作時間、播放時間等均比一般動畫少。一般而言，此類動畫長度只有幾十秒至一分鐘的長度。

## 例子
- 利賓納廣告（香港）
- 維他朱古力奶廣告(香港)

## 相關資訊
- 動畫特別詞語
- 動畫